# Escolecita
L'escolecita és un mineral del grup de les zeolites, un silicat. Rep el seu nom del grec scolex (cuc), en referència a la forma que adopta la flama al cremar amb bufador.

## Característiques
Químicament és un aluminisilicat de calci hidratat. Sol portar impureses de sodi i de potassi que li proporcionen les seves diferents coloracions i varietats. Cristal·litza en el sistema monoclínic. El seu hàbit més comú és en forma d'agulles primes i prismàtiques, formant grups radiats, tot i que també se'n troba en masses fibroses. Dins de les zeolites pertany a les zeolites fibroses, o subgrup de la natrolita.

## Formació i jaciments
És un mineral d'origen secundari que es troba, juntament amb altres zeolites, en les cavitats amigdaloides a la lava, sobretot en les basaltiques, apareixent per alteració d'aquesta roca a baixa temperatura. També pot aparèixer en fissures de les roques metamòrfiques. És un mineral hidrotermal derivat de l'alteració a baixa temperatura de basalts i roques relacionades, associades amb altres zeolites, calcita, quars i prehnita. Es pot trobar a la part superior de les zeolites càlciques, heulandita, estilbita i epistilbita. Els minerals associats inclouen quars, apofil·lita, babingtonita, heulandita, estilbita i altres zeolites. És per tant molt comuna i hi ha jaciments a gairebé tot arreu.
Als territoris de parla catalana ha estat descrita a la pedrera de Sant Corneli, al municipi de Fogars de la Selva (Maresme, Barcelona), a Malpàs (El Pont de Suert, Alta Ribagorça), a Estopanyà (Baixa Ribagorça) i a la pedrera Los Serranos (Albatera, Baix Segura).